# Alastair Denniston
Alexander "Alastair" Guthrie Denniston (Greenock, 1 de diciembre de 1881–Lymington, 1 de enero de 1961) fue un criptógrafo británico de la Habitación 40, responsable del Government Code and Cypher School (GC&CS). Ocupó el cargo entre 1919 y febrero de 1942. Anteriormente había sido jugador de hockey sobre hierba.

## Primeros años
Denniston nació en Greenock y era hijo de un médico. Estudió en las universidades de Bonn y París. En 1908 participó en los Juegos Olímpicos de Londres, donde ganó la medalla de bronce en la competición de hockey sobre hierba, como miembro del equipo escocés.

## Primera Guerra Mundial y período de entreguerras
En 1914 Denniston ayudó a crear la Habitación 40, una organización del Almirantazgo responsable de interceptar y desencriptar los mensajes enemigos. En 1917 se casó con Dorothy Mary Gilliat, compañera de trabajo.
Tras la Primera Guerra Mundial, Denniston vio la importancia de la desencriptación y mantuvo el funcionamiento de la Habitación 40. En 1919, la Habitación 40 fue fusionada con el MI1b y pasó a llamarse Government Code and Cypher School (GC&CS) en 1920, al tiempo que era transferido de la Armada a la Foreign Office. Denniston fue la persona elegida para dirigir la organización.
Con el ascenso de Hitler al poder, Denniston empezó los preparativos para un conflicto militar, buscando profesores universitarios de Oxford y Cambridge (entre los que se encontraban Alan Turing y Gordon Welchman) y una ubicación para centralizar la labor de desencriptación y el diseño del espacio, que finalmente fue Bletchley Park. El 26 de julio de 1939, cinco semanas antes del estallido de la guerra, Denniston fue uno de los tres británicos (junto con Dilly Knox y Humphrey Sandwith) que participaron en la conferencia trilateral polaco-francesa-británica celebrada en el bosque de Kabaty, en el sur de Varsovia, en la que el Biuro Szyfrów polaco introdujo a los británicos y franceses en el descifrado de los sistemas alemanes Enigma. 

## Segunda Guerra Mundial
Denniston continuó dirigiendo la unidad de descifrado hasta que fue hospitalizado en junio de 1940 por culpa de un cálculo vesical. Pese a la enfermedad, voló a Estados Unidos en 1941 para contactar con criptógrafos estadounidenses como William Friedman. En 1941 fue trasladado a Londres para trabajar en el servicio diplomático.
Se jubiló en 1945.